# 마크 필립스
마크 앤서니 피터 필립스(영어: Mark Anthony Peter Phillips, CVO, 1948년 9월 22일 ~ )는 영국의 승마 선수로 올림픽 승마 금메달리스트이다. 프린세스 로열 앤의 전 남편이다. 자녀는 1남 3녀가 있으며 적자로는 피터 필립스, 자라 틴들, 스테파니 호지어가 있고 사생아로는 펠리시티 웨이드가 있다.